# Allery
Allery település Franciaországban, Somme megyében. Lakosainak száma 826 fő (2022. január 1.). Allery Wiry-au-Mont, Airaines, Hallencourt, Heucourt-Croquoison, Mérélessart, Métigny és Vergies községekkel határos.

## Népesség
A település népességének változása:
| Lakosok száma | 810  | 801  | 811  | 793  | 793  | 787  | 792  | 809  | 826  |
|               | 2013 | 2015 | 2016 | 2017 | 2018 | 2019 | 2020 | 2021 | 2022 |